# Ventura Editore
La Ventura Editore è stata una casa editrice italiana di fumetti, romanzi e periodici fondata da Giulio Cesare Ventura e attiva tra il 1945 e il 1947. Tra gli autori alcuni nomi storici del fumetto e dell'illustrazione italiana come Luigi Grecchi, Lina Buffolente, Rino Albertarelli e Giuseppe Cappadonia. Malgrado il breve periodo di attività, la produzione fumettistica della Ventura si distingue per avere precorso alcuni generi e tematiche (adattamenti letterari, romanzi grafici per un pubblico adulto, ambientazioni "americane") e per le sperimentazioni linguistiche usate per definire il medium fumetto.

## Storia
La casa editrice nasce sulle ceneri della Ravagnati, un'altra casa editrice della quale rileva la licenza nel 1945. Direttore artistico delle pubblicazioni è l'illustratore Giuseppe Cappadonia già collaboratore dell'Intrepido prima della guerra. A partire dal settembre 1945 la testata Gli Albi della Ventura pubblica degli adattamenti a fumetti di romanzi classici e la serie originale I due Pat della quale poi vengono raccolte in volumi rilegati le puntate di ogni serie. Nel 1946 Ventura lancia la prima rivista bilingue italiano-inglese Per voi! For you! che al suo interno contiene la storia a puntate Nadia di Arutnev (Giulio Cesare Ventura) e Lina Buffolente, definita in maniera inedita "Picture Novel" in quanto rivolta a un pubblico adulto. Nella ristampa in volume delle singole puntate il fumetto viene definito "il primo romanzo illustrato a quadretti" o "cineromanzo" anche se composto da disegni e non da fotogrammi.

## Pubblicazioni

### Gli Albi della Ventura
| Annata | Numero albo | Data       | Serie                                   | Numero episodio | Titolo episodio                                           | Sceneggiatura               | Disegno                              |
| ------ | ----------- | ---------- | --------------------------------------- | --------------- | --------------------------------------------------------- | --------------------------- | ------------------------------------ |
| I      | (1)         | 16/09/1945 | I 3 moschettieri di A. Dumas            | 1               | L'uomo di Meung                                           | Antonio Mancuso             | Lina Buffolente                      |
| I      | (2)         | 25/09/1945 | I due Pat                               | 1               | Il testamento di Maud                                     | Arutnev                     | G. Andreoli                          |
| I      | (3)         | 04/10/1945 | I 3 moschettieri di A. Dumas            | 2               | I puntali della regina                                    | Antonio Mancuso             | Lina Buffolente                      |
| I      | (4)         | 12/10/1945 | I due Pat                               | 2               | I piani del K.183                                         | Arutnev                     | G. Andreoli                          |
| I      | (5)         | 21/10/1945 | I 3 moschettieri di A. Dumas            | 3               | La dama del giglio rosso                                  | Antonio Mancuso             | Lina Buffolente                      |
| I      | (6)         | 30/10/1945 | I due Pat                               | 3               | Pat è perduto                                             | Arutnev                     | G. Andreoli                          |
| I      | 7           | 08/11/1945 | I 3 moschettieri di A. Dumas            | 4               | I misteri di Milady                                       | Antonio Mancuso             | Lina Buffolente                      |
| I      | 8           | 15/11/1945 | I due Pat                               | 4               | La rivincita                                              | Arutnev                     | G. Andreoli                          |
| I      | 9           | 29/11/1945 | I 3 moschettieri di A. Dumas            | 5               | Il conte di La Fère                                       | Antonio Mancuso             | Lina Buffolente                      |
| I      | 10          | 06/12/1945 | I due Pat                               | 5               | Il Kanaka di Dawi                                         | Arutnev                     | G. Andreoli                          |
| I      | 11          | 13/12/1945 | I 3 moschettieri di A. Dumas            | 6               | L'assassino di Buckingham                                 | Antonio Mancuso             | Lina Buffolente                      |
| I      | 12          | 20/12/1945 | I due Pat                               | 6               | L'uomo dagl occhi fosforescenti                           | Arutnev                     | G. Andreoli                          |
| I      | 13          | 27/12/1945 | I 3 moschettieri di A. Dumas            | 7               | I sei giustizieri                                         | Antonio Mancuso             | Lina Buffolente                      |
| II     | 1           | 03/01/1946 | I due Pat                               | 7               | I fantasmi della città negra                              | Arutnev                     | G. Andreoli                          |
| II     | 2           | 10/01/1946 | Vent'anni dopo di A. Dumas              | 1               | D'Artagnan all'opera                                      | Antonio Mancuso             | Lina Buffolente                      |
| II     | 3           | 17/01/1946 | I due Pat                               | 8               | I domini bianchi                                          | Arutnev                     | G. Andreoli                          |
| II     | 4           | 24/01/1946 | Vent'anni dopo di A. Dumas              | 2               | La fuga di Beaufort                                       | Antonio Mancuso             | Lina Buffolente                      |
| II     | 5           | 31/01/1946 | I due Pat                               | 9               | Il ritorno di Fred                                        | Arutnev                     | G. Andreoli                          |
| II     | 6           | 07/02/1946 | Vent'anni dopo di A. Dumas              | 3               | Il figlio vendicatore                                     | Antonio Mancuso             | Lina Buffolente                      |
| II     | 7           | 14/02/1946 | I due Pat                               | 10              | La principessa dei Tughs                                  | Arutnev                     | G. Andreoli                          |
| II     | 8           | 21/02/1946 | Vent'anni dopo di A. Dumas              | 4               | Il fantasma di Milady                                     | Antonio Mancuso             | Lina Buffolente                      |
| II     | 9           | 28/02/1946 | I due Pat                               | 11              | Il praho misterioso                                       | Arutnev                     | G. Andreoli                          |
| II     | 10          | 07/03/1946 | Vent'anni dopo di A. Dumas              | 5               | Rivolta a Parigi                                          | Antonio Mancuso             | Lina Buffolente                      |
| II     | 11          | 14/03/1936 | I due Pat                               | 12              | Il rajah della sonda                                      | Arutnev                     | G. Andreoli                          |
| II     | 12          | 21/03/1946 | Vent'anni dopo di A. Dumas              | 6               | Il carnefice mascherato                                   | Antonio Mancuso             | Lina Buffolente                      |
| II     | 13          | 28/03/1946 | I due Pat                               | 13              | La maledizione del sarcofago                              | Arutnev                     | G. Andreoli                          |
| II     | 14          | 04/04/1946 | Vent'anni dopo di A. Dumas              | 7               | La vittoria dei moschettieri                              | Antonio Mancuso             | Lina Buffolente                      |
| II     | 15          | 11/04/1946 | I due Pat                               | 14              | La nave delle schiave                                     | Arutnev                     | G. Andreoli                          |
| II     | 16          | 18/04/1946 | Il visconte di Bragelonne di A. Dumas   | (1)             | Il rapimento del generale Monk                            | Antonio Mancuso             | Lina Buffolente                      |
| II     | 17          | 12/05/1946 | Il visconte di Bragelonne di A. Dumas   | (2)             | La cittadella del mistero                                 | Antonio Mancuso             | Lina Buffolente                      |
| II     | 18          | 26/05/1946 | Il visconte di Bragelonne di A. Dumas   | (3)             | Il prigioniero della Bastiglia                            | Antonio Mancuso             | Lina Buffolente                      |
| II     | 19          | 09/06/1946 | Il visconte di Bragelonne di A. Dumas   | (4)             | L'ultima avventura dei moschettieri                       | Antonio Mancuso             | Lina Buffolente                      |
| II     | 20          | 23/06/1946 | I miserabili dal romanzo di Victor Hugo | 1               | Il passaporto giallo                                      | Antonio Mancuso             | Lina Buffolente                      |
| II     | 21          | 07/07/1946 | I miserabili dal romanzo di Victor Hugo | 2               | Il galeotto di Tolone                                     | Antonio Mancuso             | Lina Buffolente                      |
| II     | 22          | 21/07/1946 | I miserabili dal romanzo di Victor Hugo | 3               | I segreti dei bassifondi                                  | Antonio Mancuso             | Lina Buffolente                      |
| II     | 23          | 04/08/1946 | I miserabili dal romanzo di Victor Hugo | 4               | Il dominatore dei sotterranei                             | Antonio Mancuso             | Lina Buffolente                      |
| II     | 24          | 18/08/1946 | Il conte di Montecristo di A. Dumas     | 1               | Il segreto dell'abate Faria                               | Antonio Mancuso             | Lina Buffolente                      |
| II     | 25          | 01/09/1946 | Il conte di Montecristo di A. Dumas     | 2               | Il tesoro dell'isola                                      | Antonio Mancuso             | Lina Buffolente                      |
| II     | 26          | 15/09/1946 | Il conte di Montecristo di A. Dumas     | 3               | Il misterioso Sindbad                                     | Antonio Mancuso             | Lina Buffolente                      |
| II     | 27          | 29/09/1946 | Il conte di Montecristo di A. Dumas     | 4               | La vendetta del contrabbandiere                           | Antonio Mancuso             | Lina Buffolente                      |
| II     | 28          | 13/10/1946 | Il conte di Montecristo di A. Dumas     | 5               | Il mistero della schiava                                  | Antonio Mancuso             | Lina Buffolente                      |
| II     | 29          | 27/10/1946 | Il conte di Montecristo di A. Dumas     | 6               | La serie tragica                                          | Antonio Mancuso             | Lina Buffolente                      |
| II     | 30          | 10/11/1946 | Il conte di Montecristo di A. Dumas     | 7               | La mano del destino                                       | Antonio Mancuso             | Lina Buffolente                      |
| II     | 31          | 24/11/1946 | L'isola del tesoro di R. L. Stevenson   | 1               | La macchia nera                                           | Antonio Mancuso             | Francesco Pescador                   |
| II     | 32          | 08/12/1946 | L'isola del tesoro di R. L. Stevenson   | 2               | Ben Gunn, l'abbandonato                                   | Antonio Mancuso             | Francesco Pescador                   |
| II     | 33          | 22/12/1946 | L'isola del tesoro di R. L. Stevenson   | 3               | Lo spettro del corsaro                                    | Antonio Mancuso             | Francesco Pescador                   |
| III    | 34          | 05/01/1947 | La Freccia Nera di R. L. Stevenson      | (1)             | Il signore della foresta                                  | Antonio Mancuso             | Francesco Pescador                   |
| III    | 35          | 12/01/1947 | serie K                                 | (1)             | - Hanno rapito Manuela! - Il tenente torpedine            | - Arutnev - Christian Worth | - N. Piffarerio - Francesco Pescador |
| III    | 36          | 19/01/1947 | La Freccia Nera di R. L. Stevenson      | (2)             | Il castellano della morte                                 | Antonio Mancuso             | Francesco Pescador                   |
| III    | 37          | 26/01/1947 | serie K                                 |                 | - La metropoli infernale - I filibustieri della Guadalupa | Amilcare Medici L. Grecchi  | Francesco Pescador                   |
| III    | 38          | 02/02/1947 | La Freccia Nera di R. L. Stevenson      | (3)             | Il monaco misterioso                                      | Antonio Mancuso             | Francesco Pescador                   |
| III    | 39          | 09/02/1947 | serie K                                 | (3)             | - La tanga scarlatta - La rivolta degli Azande            | Arutnev L. Grecchi          | Anonimi                              |
| III    | 40          | 16/02/1947 | La Freccia Nera di R. L. Stevenson      | (4)             |                                                           | Antonio Mancuso             | Francesco Pescador                   |
| III    | 41          | 23/02/1947 | serie K                                 | (4)             | - Il segreto del S2H6 - La carovana della morte           | Amilcare Medici L. Grecchi  | - Francesco Pescador - Anonimo       |
| III    | 42          | 09/03/1947 | La spada invincibile di Amedeo Achard   | (1)             | Il giuramento dell'aquilotto                              | Antonio Mancuso             | Lina Buffolente                      |
| III    | 43          | 16/03/1947 | serie K                                 | (5)             | -La laguna delle ostriche d'oro - Houston il bandito      | L. Grecchi                  | - Francesco Pescador - Anonimo       |
| III    | 44          | 23/03/1947 | La spada invincibile di Amedeo Achard   | (2)             | La castellana dai capelli d'oro                           | Antonio Mancuso             | Lina Buffolente                      |
| III    | 45          | 30/03/1947 | serie K                                 | (6)             | - La figlia dei desperados - La taverna di Fu-Cian        | J. P. Gray Christian Worth  | - Francesco Pescador - Anonimo       |

### Albi fuori serie
- Pic Bill, la grande gara
- La capanna dello zio Tom

### Per voi! For you!
Rivista bilingue italiano-inglese con all'interno il "cineromanzo" Nadia di Arutnev e Buffolente, esempio precorritore di romanzo grafico rivolto a un pubblico adulto. 10 fascicoli pubblicati tra il 1946 e il 1947. Le copertine sono firmate da Rino Albertarelli.

### Raccolte di albi
Presentati come "romanzi", si tratta di libri ottenuti rilegando le rese dei singoli fascicoli, riciclando le copertine come "tavole a colori".
| Data       | Titolo                                | Contenuto                                             | Sceneggiatura           | Disegni                   |
| ---------- | ------------------------------------- | ----------------------------------------------------- | ----------------------- | ------------------------- |
| 10/04/1946 | I tre moschettieri di A. Dumas        | Raccolta 7 albi della Ventura                         | Antonio Mancuso         | Lina Buffolente           |
| 10/04/1946 | I due Pat                             | Raccolta 7 albi della Ventura                         | Arutnev                 | G. Andreoli               |
| 10/04/1946 | Le nuove avventure di Pat O' Neil     | Raccolta 7 albi della Ventura                         | Arutnev                 | G. Andreoli               |
|            | Vent'anni dopo di A. Dumas            | Raccolta 7 albi della Ventura                         | Antonio Mancuso         | Lina Buffolente           |
|            | Il visconte di Bragelonne di A. Dumas | Raccolta 4 albi della Ventura                         | Antonio Mancuso         | Lina Buffolente           |
| 30/09/1946 | I miserabili di V. Hugo               | Raccolta 4 albi della Ventura                         | Antonio Mancuso         | Lina Buffolente           |
| 20/11/1947 | Un mistero a Hollywood                | Raccolta 10 episodi di "Nadia" da "Per voi! For you!" | Arutnev                 | Lina Buffolente           |
| 25/11/1947 | Il conte di Montecristo di A. Dumas   | Raccolta 7 albi della Ventura                         | Antonio Mancuso         | Lina Buffolente           |
| 25/11/1947 | 12 avventure in tutto il mondo        | Raccolta 6 albi della Ventura (serie K)               | Arutnev, Grecchi et al. | Francesco Pescador et al. |
| 25/11/1947 | L'isola del tesoro - La freccia nera  | Raccolta 7 albi della Ventura                         | Antonio Mancuso         | Francesco Pescador        |

### Romanzi
- Tanino Boselli, Anime nella bufera. Un anno di guerra in borghese 1943-44, ed. Ventura, Milano 1945.
- Adriana De Gislimberti, Una sera, a Sciangai, ed. Ventura, Milano 1945.
- Antonio Greco, Gvalior, il terrore della giungla e altri racconti, ed. Ventura, Milano 1945.
- Edward Mark, Manuelita, ed. Ventura, Milano 1946.
- Luigi Nannipieri, Un branco di ragazze, ed. Ventura, Milano 1945.
- Mario Quaglia, Il ponte del mulino, ed. Ventura, Milano 1945.

### Libri illustrati
- Raffaele Scaringi, L'isola della felicità. Illustrato da Giuseppe Cappadonia, Milano 1945.